# David Grindley
David Grindley, född den 29 oktober 1972 i Wigan, Storbritannien, är en brittisk friidrottare inom kortdistanslöpning.
Han tog OS-brons på 4 x 400 meter stafett vid friidrottstävlingarna 1992 i Barcelona. 